# David Greenwalt
David Greenwalt (Los Angeles, 16 ottobre 1949) è uno sceneggiatore, produttore televisivo e regista statunitense.
Deve la sua fama alla collaborazione prestata per la sceneggiatura di Buffy e per aver co-creato il suo spin-off Angel.
Inoltre nel 2011 diventa co-creatore della serie NBC Grimm.